# ビビッドガーデン
株式会社ビビッドガーデン（英: vivid garden Inc.）は、東京都港区に本社を置く日本のベンチャー企業。
全国の生産者から食材や花などを直接購入できる産直通販サイト「食べチョク」、ネットスーパー「食べチョク ドットミィ」、生産者の顔が見える冷凍食品ブランド「Vivid TABLE」の開発・運営。

## 概要
2016年11月、株式会社ディー・エヌ・エー（DeNA）を退職した秋元里奈が株式会社ビビッドガーデンを設立。2017年に一般消費者向けオンラインマルシェ「食べチョク」をリリース後、2018年11月には飲食店向け食材直送サービス「食べチョクpro」もリリース。また、資金調達は2018年2月に4000万円、2019年10月に2億円、2020年に6億円、2022年に13億円、2023年に7億円の5回実施している（2024年12月時点）。
2023年に定期便「食べチョク簡単おかず便」や「食べチョクふるさと納税」を開始。また、生成AIの活用を目的とした研究組織「Food AI Lab」の設立や、成田修造氏の社外取締役就任など体制強化も進めた。さらに同年、「農林水産大臣賞」（イノベーションネットアワード、日本スタートアップ大賞）や「JCI JAPAN TOYP 2023」グランプリなど複数の賞を受賞している。
2024年には、冷凍食品サブスクやギフト専用サービス「コレダギフト」、ネットスーパー型定期便「食べチョク ドットミィ」など、消費者ニーズに合わせた新サービスを開始。登録生産者は9月時点で1万軒を突破した。
2025年には、お米の品薄を背景に「食べチョク お米あんしん便」を立ち上げたほか、キリンとの協業による食品ロス削減プロジェクト、UCCとのコラボによる規格外フルーツの提供など、他業種との協業も活発化している。

## 沿革
出典：
- 2016年
  - 11月- 株式会社ビビッドガーデンを設立
- 2017年
  - 5月- オーガニック農家のマーケットプレイス「食べチョク」のβ版をリリース
  - 6月- 東京都の提供するアクセラレーションプログラム「ASAC」にビビッドガーデンが採択
  - 8月- オーガニック農家のマーケットプレイス「食べチョク」を正式リリース
  - 10月- ASAC第4期のデモデイに代表の秋元が登壇し、オーディエンス賞を受賞
- 2018年
  - 1月-『クックパッドアクセラレータ』に「食べチョク」が採択
  - 2月- 好みに合わせたオーガニック野菜が定期的に届く『食べチョクコンシェルジュ』をリリース
  - 2月- 元エウレカ赤坂氏・CAMPFIRE家入氏らより4,000万円を資金調達
  - 3月-『Tokyo Metro ACCELERATOR 2017』にビビッドガーデンが採択
  - 3月- 「食べチョク」が日本ネット経済新聞賞を受賞
  - 8月-「食べチョク」のリリース1周年
  - 10月- 総務省の異能vationプログラムにおける「異能ジェネレーションアワード」にて企業賞を受賞
  - 11月- コンシェルジュ型仕入れサービス「食べチョクPro」正式リリース
- 2019年
  - 1月-「先進技術アワード 農業2.0」の二次審査を通過。第58回全国青年農業者会議への参加が決定
  - 5月-「共同購入機能」をリリース
  - 7月-『食べチョク』で肉・魚の取り扱いを開始
  - 8月-「マイナビ農業アワード2019」にて、ビビッドガーデンが団体の部「優秀賞」を受賞
  - 8月- 週刊東洋経済の「すごいベンチャー100」にビビッドガーデンが選出
  - 8月- Forbes 「30 UNDER 30 JAPAN 2019」より、代表の秋元が選出
  - 9月- 米卸で最大手の神明ホールディングスと資本業務提携を実施
  - 9月-『食べチョク』でお酒の取り扱いを開始
  - 10月- マネックスベンチャーズなど5社と松本龍祐氏、野崎良博氏などの個人投資家を引受先とした2億円の資金調達を実施
  - 10月- 第二の故郷をみつけるアプリ『タイミートラベル』と業務連携
  - 10月- 果物サブスク『食べチョクフルーツセレクト』がリリース
  - 11月- 港区白金台の一軒家に本社を移転
  - 12月- 小田急電鉄との連携を発表

- 2020年　
  - 6月 -『食べチョク』で花の取り扱いを開始
  - 7月- iOSアプリリリース
  - 8月- ジャフコがリードインベスターとして参画したほか、多数の既存投資家から6億円の資金調達を実施
  - 10月- ヤマト運輸と連携した配送を開始
  - 11月- Android版アプリリリース
  - 12月-「Ruby biz グランプリ 2020」でVertical Solution賞

- 2021年 
  - 2月- みずほ銀行主催の「Mizuho Innovation Award2020」
  - 2月 - 同一生産者の商品の送料がまとまる「カート機能β版」をリリース
  - 3月- 法人向けサービス「食べチョク for Business」をリリース
  - 8月-「Google for Startups Growth Academy 2021」に選出
  - 9月-移動型の八百屋「食べチョクカー」始動
  - 10月-食べチョク初監修。生産者直伝のレシピ集 #食べチョクごはん が発売。
  - 11月- Andoroidアプリが「Google Play Best of 2021」隠れた名作部門大賞を受賞
  - 11月-大東建託パートナーズと食べチョク定期便が連携！利用者のニーズに合わせた「食べチョクお野菜BOX」を共同開発。
- 2022年
  - 2月-料理に使いたい食材が探せる「レシピ検索機能」をリリース。
  - 6月- 既存株主であるジャフコ グループをはじめ、地銀系ベンチャーキャピタル6社、新生企業投資、三菱UFJキャピタルなど合計14 社から13億円の資金調達を実施
  - 7月-「食べチョクコンシェルジュ」注文15万件突破
  - 8月-「RubyKaigi 2022」にMie Food Sponsorとして協賛。来場者にはちみつやお茶など三重のこだわり食材を提供。
  - 10月- お客様が生産者のお得意様に認定される「お得意さま」機能をリリース
  - 10月- 厳選した絶品グルメが届く定期便「食べチョクごちそう便」をリリース
- 2023年
  - 1月- 高知銀行グループのオーシャンリースや第四北越フィナンシャルグループ傘下の第四北越キャピタルパートナーズなど、地銀系ベンチャーキャピタル含む計7社から7億円の資金調達を実施
  - 3月- 漁師がつくった魚おかずが届く定期便「食べチョク簡単おかず便」をリリース
  - 4月- 自治体連携数が80件を突破
  - 4月- 「RubyKaigi 2023」にLocal Food Sponserとして協賛。当日収穫した新鮮なりんごなど長野県のこだわり食材を会場で配布。
  - 5月- 「イノベーションネットアワード2023」で農林水産大臣賞を受賞
  - 6月- 成田修造氏が社外取締役に就任。生成AIの研究と活用を目的とした専門組織「Food AI Lab」を設立。
  - 6月-「日本スタートアップ大賞2023」で農林水産大臣賞
  - 7月-「第37回JCI JAPAN TOYP 2023（青年版国民栄誉賞）」で食べチョク代表の秋元里奈がグランプリ、内閣総理大臣奨励賞、総務大臣賞、協賛企業奨励賞の4つの賞を受賞
  - 9月-「食べチョクふるさと納税」をリリース
  - 10月-SBI FXトレードと共同で非常食を製造。廃棄予定の食材などを活用し食品ロス削減に貢献。

- 2024年
  - 1月-「日本中小企業大賞2023」 SDGs賞「優秀賞」
  - 1月-「産直食材付き物件」を提供開始。東急不動産・ライナフと協業し、野菜や果物を無料で定期お届け。
  - 5月- 食べチョク初著『生産者さんだから知っている そのままおいしい野菜の食べ方』
  - 11月- 新たに3つのサービス：冷凍食品のサブスクリプションサービス、ギフトに特化したサービス「コレダギフト」、ネットスーパー型サブスクリプションサービス「食べチョク ドットミィ」を開始した[3][4][5]。
  - 9月- 登録生産者が1万軒を突破
- 2025年
  - 4月- お米の品薄を受け、産地直送で厳選米が毎月届く定期便「食べチョク お米あんしん便」を開始。
  - 4月- キリン 氷結®と協働し「モッタイナイ！を、おいしい！に。プロジェクト」初タッグ。食品ロス削減と果実農家支援を推進。
  - 6月-食べチョクの冷凍食品サブスク「Vivid TABLE」に新たに3品が追加
  - 7月- UCCドリップポッドと協働で規格外品を活用した「フルーツコーヒー」を特設店舗で提供。

## テレビ番組
- 日経スペシャル カンブリア宮殿 「食べチョク」急成長の秘密（2021年5月13日、テレビ東京）[6]

## 書籍

### 関連書籍
- 『365日#Tシャツ起業家 「食べチョク」で食を豊かにする農家の娘』（2021年2月18日、KADOKAWA）ISBN 978-4046801722

- 『食べチョクごはん』（著者: 株式会社ビビッドガーデン）（2021年10月11日、エムディエヌコーポレーション）ISBN 978-4-295-20223-3
- 『生産者さんだから知っている そのままおいしい野菜の食べ方』（著者: 食べチョク）（2024年5月15日、ダイヤモンド社）ISBN 978-4478120194